# هولگر استانیسلاوسکی
هولگر استانیسلاوسکی (انگلیسی: Holger Stanislawski؛ زادهٔ ۲۶ سپتامبر ۱۹۶۹) بازیکن فوتبال اهل آلمان است.
از باشگاه‌هایی که در آن بازی کرده‌است می‌توان به باشگاه فوتبال سن پائولی اشاره کرد.